# فراتزانو
فراتزانو (به ایتالیایی: Frazzanò) یک کومونه در ایتالیا است که در استان مسینا واقع شده‌است.

## خصوصیات
فراتزانو ۶٫۹ کیلومترمربع مساحت و ۸۸۹ نفر جمعیت دارد و ۵۶۳ متر بالاتر از سطح دریا واقع شده‌است.